# Skazany na garnek
Skazany na garnek jest czwartym studyjnym albumem zespołu Zacier, wydanym 26 lutego 2014 roku nakładem S.P. Records. Płyta zawiera 17 utworów będących połączeniem bluesa, hard rocka, reggae i piosenki podwórkowej. Premiera płyty odbyła się 5 marca 2014 r.

## Lista utworów
| #   | Tytuł | Czas |
| --- | --- | ---- |
| 1.  | Kiedy w Polsce będą Chiny | 2:32 |
| 2.  | Artysta nieodwracalny | 2:35 |
| 3.  | Przypowieść o rybach marnotrawnych | 3:32 |
| 4.  | Lek niewłaściwie stosowany | 2:17 |
| 5.  | Dobre rady na życie całe wynikające z doświadczeń własnych z czasów PRL dla synów lub innych osób żyjących współcześnie i nie pamiętających socjalizmu | 3:42 |
| 6.  | Rękopis znaleziony w chlewie | 4:06 |
| 7.  | Nie będę profesorem | 0:39 |
| 8.  | Skazany na garnek | 4:33 |
| 9.  | PIN | 3:11 |
| 10. | Ballada o Jezusie i Leninie | 3:00 |
| 11. | Wjechał biskup na latarnię | 2:10 |
| 12. | Dżdżownica – ziemna dziewica | 4:02 |
| 13. | Nad Śniardwami | 2:33 |
| 14. | Nie spotkamy się | 2:53 |
| 15. | Rozprawa o wojnach | 6:30 |
| 16. | Pakistańska dziewczyno | 3:31 |
| 17. | Wrócił żołnierz z wojny | 6:57 |

## Twórcy
| - Mirosław Jędras (Zacier) – słowa i muzyka, śpiew, akordeon - Michał Jędras (DJ Mrufka) – perkusja - Krzysztof Radzimski (Dr Yry) – gitara basowa, chórki - Krzysztof Zieliński – gitara, chórki - Andrzej Matuszczak (Dziarski) – gitara - Andrzej Izdebski (Izi) – nagrania, gitara, gitara basowa, chórki - Kazik Staszewski – śpiew (15) | - Kuba Sienkiewicz – śpiew (4) - Tomasz Glazik – saksofon - Jarosław Ważny – puzon - Magdalena Czomperlik – chórki - Anna Staudt – chórki - Barbara Staudt – chórki - okładka – Igor Rudziński (Niebieski Robi Kreski) |